# Iglesia de Nuestra Señora de la Asunción (Villanueva de la Serena)
La iglesia de Nuestra Señora de la Asunción es un templo católico de la localidad española de Villanueva de la Serena, en la provincia de Badajoz. El edificio, cuya construcción habría comenzado en la segunda mitad del siglo XVI, cuenta con el estatus de bien de interés cultural.

## Historia
A lo largo del siglo XVI la localidad de Villanueva de la Serena, conocida anteriormente como Villanueva de Lares o de Magacela, sufrió una expansión demográfica que la convirtió en cabeza de partido. Villanueva se convertirá en un auténtico foco de influencia, por lo que, tanto los feligreses como los rectores de la Orden de Alcántara, desearán la transformación y elevación de la iglesia gótica preexistente, de la cual no se conserva en la actualidad ningún vestigio.
No se conoce el momento exacto del inicio de las obras de la parroquia, aunque sí determinadas fechas que ayudan a entender sus fases constructivas. En 1573 se labra la capilla mayor. El visitador Juan Rodríguez de Villafuerte Maldonado en 1594 informaba de que, gracias a las ventas de la bellota de la dehesa de Las Mayas, se le dio un impulso a la construcción de la sacristía, del cuerpo de la iglesia y de la torre. En este mismo año se sabe que estaba hecha la Capilla Mayor, la sacristía, las dos portadas laterales y los cimientos de la torre. Tres años más tarde, se conoce que se recurrió al Consejo de Órdenes Militares indicando que la iglesia no tenía retablos ni ornamentación.
La iglesia se consagrará en 1608, fecha que queda recogida en el friso de la portada principal: ASSVNPTIONI DEIPARAE IN AETHERA SACRVM (templo consagrado a la Asunción de la Madre de Dios a los cielos). De cronología algo más tardía es su imponente torre, cuya ejecución data de la tercera década del siglo XVII. El 16 de diciembre de 1634, el visitador Sandoval Pacheco determina que las obras de la torre sean concluidas por Fernando de Orellana, vecino de Villanueva, Bartolomé Sánchez, vecino de Don Benito, Francisco Lobato y Juan Vizcaíno de Usabel, vecino de Medellín, a un precio de 21 000 reales. Las trazas y condiciones estaban firmadas por Juan Salgado de Alcántara, Sebastián Prieto de Trujillo, Pedro Sánchez de Estrada de Medellín y el citado Fernando de Orellana.
Entrado el siglo XX, durante la Guerra Civil, en agosto de 1936, la iglesia sufre un grave incendio que hizo desaparecer todos los bienes muebles además de producir daños en la fábrica de la propia iglesia. Este hecho ocasionó la pérdida del archivo parroquial y con él toda la documentación sobre el edificio. En años posteriores, se eliminarán los salientes de las capillas del lado del evangelio y los marcados estribos angulares en esviaje de la capilla mayor en la cabecera plana. Al mismo tiempo, se realizó un vano en el muro del ábside que se utilizaba a modo de refugio. Llegada la posguerra, se realizarán los grandes vanos circulares sobre las puertas laterales del templo. En la década de los años 1960-1970, se consolidaron las bóvedas del templo y se fortalecieron, en el espacio que ocupa el coro y sotocoro, las columnas del sector occidental con una estructura de hierro y cemento (encofrado) que permite que el peso del tejado recaiga sobre ellas, liberando del mismo a las bóvedas y los muros perimetrales. En 1995 se sustituyó el tejado del templo. En la nueva techumbre se fijaron las vigas de madera a estructuras metálicas. En el año 2010 se repararon los tejados de la capilla del Sagrario y de la Sacristía.
El 3 de noviembre de 2021 fue declarada Bien de Interés Cultural, con la categoría de Monumento, mediante un decreto publicado el día 9 de ese mismo mes en el Diario Oficial de Extremadura.

## Descripción

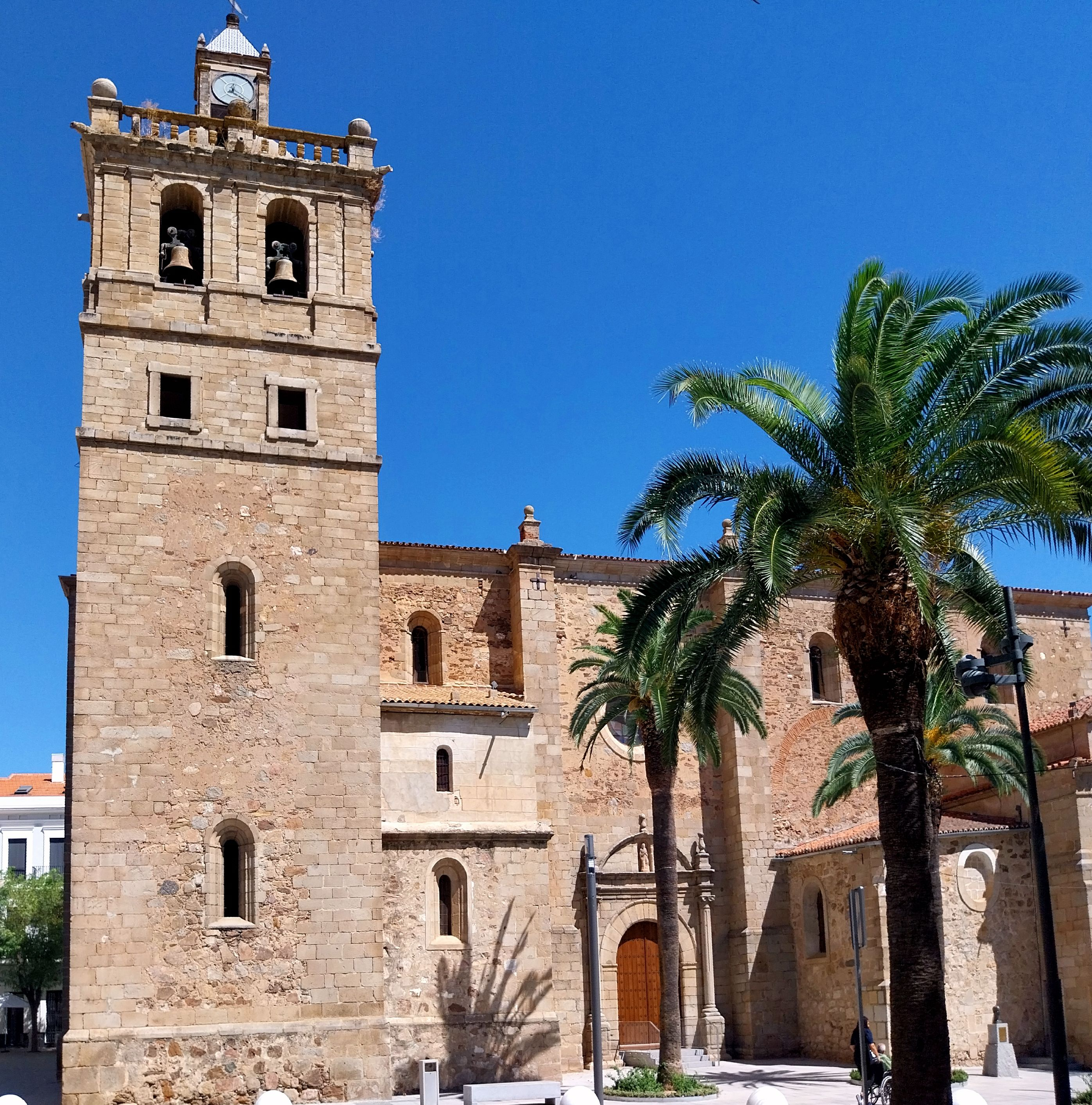
Portada sur

La iglesia parroquial de Nuestra Señora de la Asunción se alza en la plaza España de la localidad de Villanueva de la Serena. Levantada sobre otro edificio anterior medieval, es sin duda el monumento más emblemático de la localidad y un ejemplo de edificio religioso dentro de la arquitectura renacentista bajoextremeña. La fábrica de la iglesia fue levantada con muros de mampostería de granito sin revocar y sillería granítica tanto en las esquinas como en los contrafuertes y portadas. Cuenta con ventanas de medio punto abocinadas y con contrafuertes que se elevan hasta la cornisa, rematados con pináculos.
El templo, de forma rectangular, posee unas dimensiones de 40 m de longitud, unos 17 m de anchura en la nave, reduciéndose a 10 m en el presbiterio. La iglesia se configura con planta de cajón de tres naves y cuatro tramos, con pilares de cantería cúbicos rematados en fajas de tipo toscano desornamentados. El presbiterio, se cubre con cúpula semiesférica sobre pechinas iluminado a través de una linterna. La nave central, de mayor tamaño que las laterales, cuenta con bóvedas de aristas, mientras que las naves laterales se cubren con bóvedas de cañón con lunetos. En el lado opuesto a la cabecera, se encuentra el coro con triple arquería. La torre, elemento destacado en la construcción, se halla a la derecha de la portada principal, a los pies del templo. La iglesia cuenta con tres portadas que le confieren un estilo clasicista.

### Interior
La iglesia, de planta rectangular, se configura en tres naves cubiertas a la misma altura, con bóveda de arista la nave central y de cañón con lunetos las laterales, estas últimas apoyan, por un lado, en grandes ménsulas de sencillas líneas geométricas; y por otro, como el resto de bóvedas, sobre pilares macizos de cantería, cúbicos y rematados en fajas de tipo toscano. En el extremo occidental de la nave se desarrolla el coro, sobre una triple arquería de medio punto, en las naves laterales; y escarzano, en la nave central. El sotocoro presenta triple bóveda de crucería sencilla con una clave central donde podemos observar decoración de tipo mariana y flores estilizadas en las claves laterales. El coro alto se cierra con una balaustrada sencilla en cuyo centro aparece la decoración de un jarrón de azucenas.
La decoración interior de los paramentos de la iglesia ha sido resuelta mediante un revoco de cal pintado en blanco y un aplacado de granito de un metro de altura construido por la Casa Bulsemt de Madrid. El ábside cuenta con cúpula de media naranja, iluminada a través de una linterna. En la parte superior del muro exterior, se encontraba abierto un vano adintelado por el que se veía, desde el exterior, la imagen de la Virgen ubicada en el camarín del retablo mayor primitivo. Actualmente este hueco se encuentra cegado. En este espacio se localiza el retablo mayor. Tanto el retablo como el manifestador fueron realizados en los años cincuenta y sesenta del siglo XX por el zafrense Antonio Martín Martínez.
El retablo se distribuye a través de tres cuerpos y cinco calles, enmarcadas por columnas de fustes estriados, con capitel jónico en el primer cuerpo y capitel corintio en el segundo y tercero. También corintias son las columnas del manifestador, con fustes decorados en la zona baja. El retablo se cubre, en su totalidad, en la parte superior, con pequeños cuadrados en fajas verticales con decoración de florones.
El movimiento del retablo se consigue con la línea quebrada que produce el adelantamiento de la calle central. En el frontón triangular partido, se dispone sobre la hornacina poligonal del segundo cuerpo, de arco rebajado, la imagen de la Asunción bajo un cielo lleno de estrellas y con la paloma labrada en el friso correspondiente. En la zona superior, se alza un frontón triangular en cuyo tímpano se encuentra el busto con la figura del padre eterno. La decoración del retablo es fundamentalmente pictórica. Fueron realizados por los sevillanos Rafael Blas Rodríguez (Sanlúcar la Mayor, 1885-Sevilla, 1961) y su hijo Juan Antonio Rodríguez Hernández (1922). En la predela del retablo se encuentran la Adoración de los Pastores, la Adoración de los Magos, la presentación del niño en el templo y el Diálogo de Jesús con los doctores. En el primer cuerpo, se aprecian la Entrada de Jesús, su última Cena, la Resurrección del Señor y Pentecostés, mientras que, en el segundo cuerpo, se contemplan la Virgen niña, los Desposorios de la virgen, La Anunciación y la Visita de la Virgen a su prima Santa Isabel. Todos ellos están realizados en lienzo, mientras que los del banco o predela son pintura sobre tabla. La imagen escultórica de la Asunción de Nuestra Señora es obra de Sebastián Santos Rojas (1895-1977). El Manifestador, realizado también en madera dorada, consta de ocho columnas estriadas y con elementos repujados. Basa y capitel corintio, cornisa y sobrecornisa sobre la que se encuentra la bóveda coronada por un pelícano realizado en plata, aunque el cuerpo y las patas, en oro.
En la parte central de la nave del templo destacan los Púlpitos y Tornavoces, en número de dos, que fueron instalados, en 1941, por los hermanos Pineda y por Ignacio Barrantes Casillas. Ejecutados en forja y madera, son de forma octogonal. Los tornavoces se decoran con elementos vegetales que se encuentran rematados con la cruz de Alcántara. Una gran lámpara central de forja (4.50 m x 2.50 m de diámetro) ilumina el interior del templo. La pieza fue elaborada y donada por Antonio Pineda Casado. Consta de ocho brazos distribuidos en dos cuerpos con decoración vegetal, rematada por una Cruz de Alcántara.
En las naves laterales se encuentran las diferentes capillas o altares que se pronuncian en el exterior fundamentalmente en el lado de la Epístola, ya que las del lado del Evangelio se recortaron. A lo largo de sus paredes se sucede el Vía Crucis que fue donado por Antonio Ferri y su esposa Clara Manchado. Las figuras en relieve fueron realizadas en Olot.
En la nave de la Epístola, y comenzando desde los pies, se encuentra el arco de medio punto de acceso a la torre. A continuación, la capilla bautismal, a la que se accede a través de un arco de medio punto de granito. La capilla, se podría datar en 1608 y está cubierta con bóveda de arista, decorada en sus arranques con estucos y en cuya rosca del arco una ménsula vertical con jarrón de azucenas. El interior de la capilla, iluminada a través de una ventana, alberga la imagen del Cristo de la Pobreza, labrada por Gabino Amaya en 1948, a semejanza de la que se destruyó en 1936 que habría sido labrada en 1610 por Blas Hernández Bello. Cuenta con retablo cruciforme. Frente al Cristo se encuentra la imagen de Nuestra Señora de Guadalupe, ubicada en retablo de nicho con peana escoltado por estípites, tallados y dorados en 1958 por el artista zafrense Antonio Martín Martínez. Por último, la pila bautismal, realizada en mármol, en cuya base se representan cuatro flores de lis. La reja que cierra el espacio fue realizada por el artista local José Roldán, quien grabó en ella el texto relativo a su construcción. “Se construyó el año 1932. José Roldán” y, en el friso “ADOREMUS IN AETERNUM SANTISIMUM SACRAMENTUM”.
Siguiendo hacia el este, junto a la puerta de acceso, se sitúa la Capilla del Sagrario, capilla que cuenta con gran profundidad, 7 m de fondo x 5 m de ancho, y a la que se accede a través de un arco rebajado. Se cubre con bóveda de arista y se decora con un altar de obra, con arco de medio punto sobre parejas de columnas con capiteles decorados con racimos de uvas. Presidiendo el retablo se encuentra la imagen de la Inmaculada, con las manos cruzadas en actitud de oración y el manto al viento sobre nubes y angelotes, realizada en tamaño natural en 1940 por Eduardo Pino.
También destaca el nuevo Sagrario, realizado en bronce dorado y cincelado, y que fue ejecutado en Madrid, en 1960, de la mano de Villalba. En la puerta, se labró la alegoría del divino Pastor, con una oveja a sus hombros y otras dos a sus pies, debajo dos ciervos símbolos de la Eucaristía y, en los extremos doble columnas, en cuya parte superior aparecen los Evangelistas. La cúpula semiesférica repujada se remata con la escultura de la Santa Fe. En la parte exterior, la cabeza de marfil de unos ángeles y relieves repujados. El interior del sagrario está decorado con el relieve del Padre Eterno con Jesucristo muerto entre sus brazos y cuatro medallones de esmalte con los cuatro evangelistas.
Anexa a la capilla del Sagrario, se encuentra la sacristía, a la que se accede a través de una portada adintelada de cantería. La estancia, de grandes dimensiones y de planta rectangular se cubre mediante cúpula sobre lunetos angulares. Al exterior está decorada con un vano ovalado cegado y con gárgolas en la cornisa. Se trata de una obra, según Tejada Vizuete, de fines del siglo XVI y al parecer labrada en 1584. Por último, el altar de San José, ubicado en el muro de la cabecera, fue realizado en los años de postguerra. El altar con vano de medio punto está decorado pictóricamente a base de roleos vegetales y decoración de frutos colgantes en sus jambas. En la parte superior dos medallones ovales con escenas de la Sagrada Familia en su taller de Nazaret y la Huida a Egipto. A los lados San Antonio con el niño y la Inmaculada.
Ocupando la fachada septentrional se sitúa la nave del Evangelio donde se localiza, de oriente a poniente, el retablo del Sagrado Corazón de Jesús, el altar de la Milagrosa, el cuadro de la Virgen con el niño, la capilla de Nuestra Señora del Perpetuo Socorro, la capilla de Nuestra  Señora de los Dolores, el altar de Nuestra Señora del Carmen y el relieve de la Virgen del Carmen sacando a las almas del purgatorio. Colateral al retablo mayor y también ejecutado por las mismas manos, Antonio Martín Martínez, se dispone el retablo del Sagrado Corazón de Jesús, con plinto sobre el que se colocan dobles parejas de columnas corintias con fuste estriado en su tercio superior y con decoración vegetal en la parte inferior. En el centro, un nicho avenerado aloja la escultura del Sagrado Corazón de Jesús, realizado por el imaginero villanovense Eduardo del Pino. El retablo cuenta con querubines en las enjutas, entablamento quebrado y en el remate superior, un frontón triangular soportado por doble pareja de columnas que acoge el escudo con la cruz y el corazón entre cartelas. 
El altar de la Milagrosa aparece colocado en lo que fuera la entrada de la capilla de los Villavicencio, fundada en 1593 para albergar los restos de Catalina de Páramo y Rivadeneira. Destaca por su arco de entrada de medio punto y frontón curvo partido con cartelas, en el centro el escudo oval de la familia (escudo con Cruz de Alcántara, dos calderas con cuatro estrellas, castillo real y navío arbolado a la antigua) y rematado por bolas sobre cubos. El altar lo compone la escultura de la Virgen de la Milagrosa, realizada en cuerpo entero y de reciente ejecución. Al anterior altar le sigue una pequeña capilla de La Virgen con el niño y San Juanito embutida en el muro bajo un arco de medio punto de cantería con moldura de cordón en el borde, y en el centro, el escudo de armas de su propietario, Miguel de Arias (escudo partido de la antigua casa de los Arias-Cenizales donde se representa: un águila, castillo con cruz de Alcántara y la cruz del Santo Oficio), quien a su vez compró dicha obra, en 1628, a los sucesores de Andrés García. La capilla alberga la pintura sobre tabla de “La Virgen con el niño y San Juanito”, atribuida por algún autor a Luis de Morales. Según los estudios realizados por Carmelo Solís Rodríguez, la tabla no pertenece a Luis de Morales. No opina lo mismo Alberto González Rodríguez, como así lo manifiesta en 1984.
En el interior del espacio enmarcado con un arco de granito apuntado, se encuentra el altar de Nuestra Señora del Perpetuo Socorro. Esta capilla fue fundada originariamente por Pedro Sánchez-Arévalo Torre, regidor perpetuo de Villanueva, año 1574, como capilla de nuestra Señora de la Salutación, posteriormente el espacio se utilizó como sagrario. Esta capilla fue reducida, en 1938, a dos metros de fondo por tres metros de ancho. Cuenta con un pequeño retablo de tipo neobarroco labrado en 1943, en Madrid, que alberga un cuadro con la Virgen del Socorro.
La capilla de Nuestra Señora de los Dolores, con unas medidas de 2 m de fondo x 3 m ancho, pertenece a la familia de los marqueses de Torres Cabrera. Sería Miguel Torres de la Laguna quien mandó realizar la reja a los Pineda en 1928. La reja se decora, en su parte superior, con los escudos de la familia labrados en el metal entre los roleos del copete. Ambos escudos se encuentran partidos, con bordura y coronados. El de la derecha muestra en una partición tres fajas y en la segunda, un león rampante; el que está a nuestra izquierda, acolado con la cruz alcantarina, ofrece una banda engolada en dragones en una mitad y cinco torres (una, dos y dos),en la segunda partición, alternando en la bordura aspas y veneras.
La imagen de la Virgen, ubicada en un retablo con arco de medio punto, sustentado por columnas salomónicas, fue realizada por Antonio Martín Martínez. La talla de la Virgen fue ejecutada por el escultor valenciano Mariano Benlliure y costeada por suscripción popular en 1943. A continuación, y siguiendo hacia los pies de la iglesia, se encuentra el altar de Nuestra Señora del Carmen, con unas medidas de 1 m x 3,30 m de ancho, al que se accede a través de un arco de cantería de medio punto, y que, según Muñoz Gallardo, fue descubierto en 1930, aunque se encontraba descrito en la Visita de 1633. La reja, que cierra este espacio, remata en su parte superior con un escudo de la Orden Carmelita, enmarcado entre roleos, de sencilla factura, con decoración vegetal de roleos fue realizada por los hermanos Pineda. La imagen de candelero actual es una réplica de la que fue destruida en 1936. La capilla también cuenta con la escultura en bulto redondo de san José con el Niño. Por último, ocupando un vano adintelado de cantería, que serviría como nexo de unión con la desaparecida casa del sacristán, se encuentra el altar con la representación en relieve de la Virgen del Carmen sacando a las almas del purgatorio, realizada en 1941. Esta representación formaría parte de un altar completo que estaría ubicado en el lugar que ocupa actualmente la tabla de la Virgen con el Niño y San Juanito.
Junto a los valores históricos -artísticos del templo, existen bienes muebles en el interior que igualmente están protegidos. Entre ellos destacan la excelente talla de la Virgen Nuestra Señora de los Dolores, obra del escultor Mariano Benlliure, así como una réplica realizada en 1948 por Gabino Amaya del Cristo de la Pobreza; además de las rejas de las capillas de Nuestra Señora de los Dolores y Nuestra Señora del Carmen. Bienes igualmente protegidos en el interior del templo son la Custodia, la pila bautismal, El Retablo Mayor y la obra de Luis de Morales “La Virgen con su Hijo y San Juan niños”.

### Exterior
La fachada principal, a los pies del templo, está decorada con dos potentes contrafuertes que enmarcan la puerta de acceso al templo a través de un arco de medio punto con pilastras y roscas cajeadas entre dos plintos. Sobre los pintos, se elevan pares de columnas corintias de fuste liso y capitel profusamente decorado que sustentan un frontón curvo partido, en cuya parte central, se abre una ventana adintelada y decorada a su vez con un frontón triangular rematado por una cruz. A los lados, se distribuyen prismas rematados con grandes bolas. La fachada permite el paso de la luz al templo a través de un óculo abocinado. En el friso de la portada principal aparece la inscripción de 1608: ASSVNPTIONI DEIPARAE IN AETHERA SACRVM. La portada se concluye con la construcción de una espadaña, realizada con ladrillos de adobe enfoscados y decorados con mortero de cal. La espadaña cuenta con volutas como elementos decorativos en los extremos, seguidos por pináculos y en el centro un pedestal que alberga una cruz de hierro.
En el ángulo sur-occidental, se encuentra la torre de estilo barroco herreriano. Su fecha de construcción corresponde a la tercera década del siglo XVII. Construida con sillares de piedra cuadrada al igual que la fachada principal en la tercera década del siglo XVII, consta de dos cuerpos separados a través de una imposta volada, que actúa como cornisa del templo. El primer cuerpo, y el más amplio, data del origen de la construcción de la iglesia. El hueco de la escalera se ilumina a través de dos vanos, el primero abocinado, como el resto de las ventanas de la iglesia, y el segundo vano, adintelado. En el segundo cuerpo, de menor desarrollo, que a su vez también se decora con una línea de imposta, cuenta en cada lado con parejas de vanos rectangulares, quedando el vano del este ciego, ya que se ocupa por un busto de Dios creador barbado, que sostiene en su mano izquierda la esfera del mundo. Sobre este cuerpo superior de la torre, se sitúa el cuerpo de las campanas, también iluminado a través de vanos de medio punto en cada una de sus caras, separados por parejas de pilastras y una cornisa. Se encargó a la empresa Campanas Rivera (Montehermoso, Cáceres) la automatización de cuatro campanas, realizadas en hierro, colocando nuevos los badajos de hierro. Además, se realizaron dos nuevas campanas en bronce. La torre se remata con una balaustrada con prismas y bolas, que cierran el espacio donde aparece el casquete de una bóveda semiesférica, que sirve de soporte para un edículo cuadrado con pilastras toscanas, que alberga el reloj cubierto con chapitel piramidal.
La portada de la Epístola, ubicada en el lado meridional de la iglesia, se decora a través de un vano semicircular con dovelas marcadas entre columnas, estriadas sobre plintos con capitel corintio de escaso desarrollo; retropilastras; arquitrabe de friso liso; y frontón curvo con hornacina, donde se coloca la imagen de la Virgen y remates en forma de flameros. En el año 2008, se colocó en la hornacina la restaurada imagen en piedra de la Virgen, que se encontraba rota y guardada en el almacén de la iglesia. Sobre la portada un vano circular ilumina el interior de la iglesia.
La portada del Evangelio, en el hastial norte y entre dos contrafuertes, se ubica la puerta de acceso a la iglesia por el lado del Evangelio. Se trata de una puerta decorada mediante un vano de medio punto, enmarcado entre plintos con pilastras acanaladas de estilo corintio, ancho entablamento con arquitrabe saliente. La franja del friso se decora con puntas de diamante y cuadrados. Sobre él, se alza un frontón triangular rematado con prismas y pirámides. En las enjutas del vano, en altorrelieve, se observan las figuras de San Pedro y San Pablo. Sobre la puerta, se sitúa un vano semicircular que da luz al interior de la iglesia.